# Avalon Vista
Die Avalon Vista ist ein 2011/2012 gebautes Flusskreuzfahrtschiff der Viso River Equity AG in Zug. Das Schiffsmanagement obliegt River Advice AG in Basel. Das Schiff ist an den US-amerikanischen Reiseveranstalter Avalon Waterways verchartert. Es verkehrt auf Donau, Main und Rhein. Die Avalon Vista ist eines von mehreren baugleichen Schwesterschiffen der seit 2011 eingesetzten Avalon Panorama.

## Geschichte
Die Avalon Vista wurde 2011/2012 unter der Baunummer 3525 auf der Scheepswerf Jac. den Breejen in Hardinxveld-Giessendam gebaut. Am 16. Januar 2012 wurde das Schiff mit der ENI-Nr. 02333954 im Basler Schiffsregister eingetragen. Das Schiff wurde am 11. Mai gemeinsam mit der kleineren Avalon Visionary in Enkhuizen am IJsselmeer getauft. Taufpatin war die amerikanische Reisebüromanagerin Nicole Mazza. Die anschließende Jungfernreise führte nach Wien. Die Flusskreuzfahrten mit Avalon Vista werden nur in englischsprachigen Ländern vermarktet.

## Ausstattung und Technik

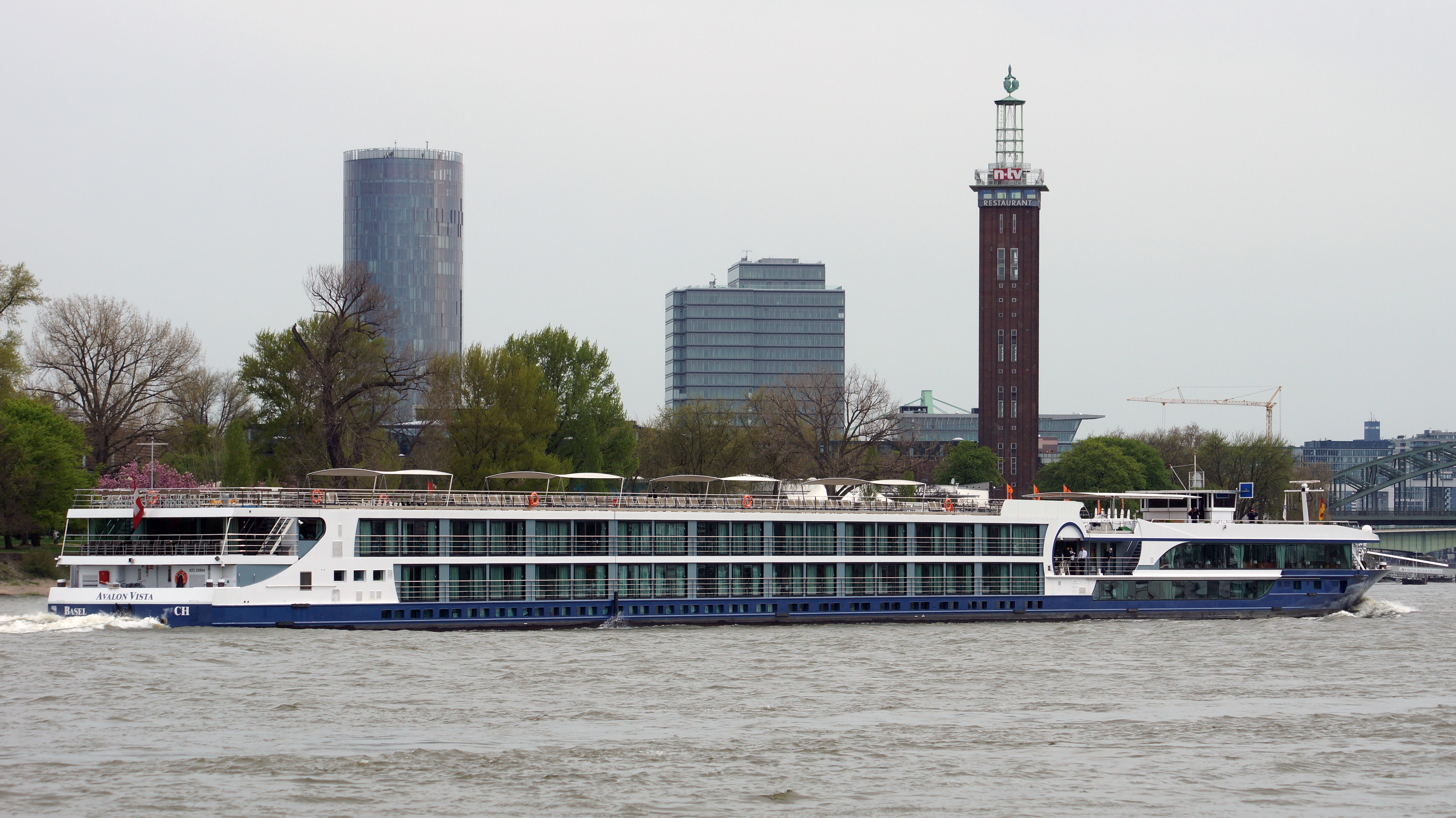
Heckansicht

Die Avalon Vista ist ein Dreieinhalbdeck-Kabinenschiff der 5-Sterne-Kategorie mit 64 Standard-, 17 Komfortkabinen und zwei Suiten. Die Kabinen sind klimatisiert und jeweils mit Dusche, Toilette, Fernsehgerät, Telefon und Safe ausgestattet. Die Kabinen auf dem Mittel- und Oberdeck verfügen über einen französischen Balkon. Die 26 Kabinen für die 47-köpfige Mannschaft befinden sich im hinteren Bereich des Unterdecks. Neben der im Oberdeck in der vorderen Schiffsmitte liegenden Eingangshalle mit Rezeption und Ausflugsbüro befindet sich der Panoramasalon mit Bar, das Bistro sowie zwei Lounges. Achtern liegt die Club-Lounge mit kleiner Außenterrasse. Das Panoramarestaurant und die Bordküche liegen im vorderen Hauptdeck. Im Unterdeck steht den Fahrgästen ein Fitnessraum zur Verfügung. Das Sonnendeck ist mit Spielecke, Whirlpool, Liegestühlen, mittels Sonnensegeln schützbaren Sitzgruppen sowie der am Bug liegenden gastronomisch bedienten Skylounge ausgestattet. Mittel- und Oberdeck sind mit einem Aufzug verbunden.
Sie wird von zwei Dieselmotoren Caterpillar C32 à 746 kW über zwei kontrarotierende Ruderpropeller von Veth-z-Drive vom Typ 800A-CR angetrieben. Das Schiff verfügt über eine Bugstrahlanlage Veth-Jet vom Typ 4-K-1200, die von einem 355 kW starken Elektromotor angetrieben wird. Zusätzlich verfügt das Schiff über drei Scania- und einen AGCO-Power-Hilfsdieselmotor. Die Stromversorgung an Bord wird durch vier Dieselgeneratoren sichergestellt.